# Малбим
Меир Лейб бен Иехиэль Михаэль (ивр. מלבי"ם‎); также Меир Лебуш Кемпнер , более известный по акрониму Малбим (1809, Волочиск — 1879, Киев), — раввин из Российской империи, автор популярного комментария к Торе и Танаху.

## Биография
Ранние годы Малбима малоисследованы, он рано потерял отца, получил еврейское образование от отчима р. Лейба. Был учеником раввина Цви-Гирша из Жыдачева. В 13 лет был отправлен на учение в Варшаву, где привлёк внимание своими способностями, которые демонстрировал с детства. Каким-то образом приобрёл знания и в светских науках, что видно по его сочинениям.
С 1838 года по 1845 был раввином во Врешене близ Позена, затем до 1860 года — раввин и магид (проповедник) в Кемпене, поэтому его иногда называют «магидом из Кемпена» или «Кемпнер».
В 1858—1860-е годы был приглашён на пост раввина Бухареста, с чего началась полоса несчастий. В Бухаресте у Малбима возникли трения с общиной, прежде всего с реформистами, что привело, через цепь конфликтов и ложных доносов, к тому, что власти поместили Малбима в тюрьму. Великий филантроп и общественный деятель, шериф Лондона Моисей Монтефиоре приехал, чтобы вызволить Малбима из заключения, после чего тому пришлось покинуть пределы Румынии.
Малбим вчинил жалобу на преследования турецкому правительству в Константинополе, но это не помогло. После полугодового пребывания в Париже Малбим собрался занять пост раввина в Ленчице, где в 1866 году скончался его тесть, раввин Хаим Ойербах. Вскоре после этого Малбим стал раввином Херсона, затем вскорости был приглашён в Могилёв, куда прибыл в 1870 году. Но и тут быстро созрел конфликт со сторонниками движения Гаскала, противники Малбима объявили его политическим преступником, и он был вынужден оставить город.
Раввин был приглашён в Майнц, но следующим местом явился Кенигсберг, где Малбим стал раввином русско-польской еврейской общины. Конфликт с модернизированными немецкими евреями не заставил себя долго ждать, и раввин двинулся обратно в Россию. Когда Малбим проезжал «литовский Иерусалим» — Вильну, его выбрали на открывшуюся вакансию раввина. Однако губернатор города не утвердил назначение раввина, объявленного в Могилёве политическим преступником. Малбим скончался в Киеве на пути к занятию поста раввина в Кременчуге.

## Произведения Малбима
Малбим написал комментарии к кодексу «Шулхан Арух», но широкую известность принёс ему комментарий к Танаху (еврейской Библии), особенно к Пятикнижию Моисееву. В комментарии встречаются оригинальные свежие интерпретации текста, но главные особенности комментария — тщательный филологический анализ текста, устранение противоречий между Торой Письменной и Устной и Торой и наукой.

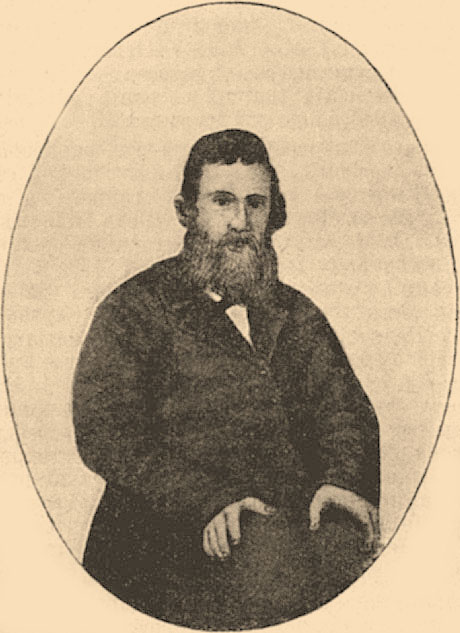
Меир Лебуш Малбим
(фото и подпись из «ЕЭБЕ»)

Так, книге Левит предпослано огромное предисловие, где делается множество ценных замечаний по грамматике, а также объясняется семантическая разница между синонимами. На базе этого труда Малбим может придать самостоятельный смысл параллельным частям стихов Псалмов, считавшихся чисто поэтическим приёмом. То же практически со всеми местами Танаха, где есть параллелизм.
Ему удаётся сгладить противоречия между простым смыслом текста и мидрашом (экзегезой) Мудрецов Талмуда даже в самых трудных случаях. Например, Мудрецы толкуют наличие предлога «эт» перед прямым дополнением. Самое известное место такого рода — конец самого первого стиха Торы: «небо и землю», оба существительных имеют предлог «эт», что толкуется Мудрецами как указание на сотворение всех порождений земли и неба вместе с ними. Между тем, употребление предлога строго связано в грамматике иврита с наличием у дополнения определённого артикля, так что непонятно, как можно придать им смысл. Малбим находит выход в конце предисловия к «Левиту», а именно единственный стих Торы, где определённое состояние есть, а предлог отсутствует. Стало быть, наличие и отсутствие предлога можно толковать, заключает Малбим.
В качестве примера использования Малбимом науки можно взять толкование слова ивр. «raki'a»‎ в (Быт. 1:6), обычно переводимом как «небесная твердь». Малбим пишет: «Комментаторы строили замки на паутине, потому что думали, что звёзды находятся на твёрдом небе, но сейчас мы знаем, что они находятся в эфире» и переходит к модифицированному средневековому толкованию «raki’a» как воздух, часть атмосферы.